# Arth-Rigi-Bahn
Arth-Rigi-Bahn je elektrifikovaná ozubnicová dráha s normálním rozchodem ve Švýcarsku. Dolní stanice se nachází v Arth-Goldau, horní stanice na vrcholu hory Rigi, obojí v kantonu Schwyz.
Trať stoupá po severovýchodním svahu z dvojměstí Arth-Goldau z výšky 543 m n. m. po svahu směrem do sedla Rigi Staffel. Při úbočním stoupání se cestujícím odkrývá pohled na východní oblast Švýcarska. V zastávce Rigi Staffel se k dráze připojuje trať z jihozápadního svahu z Vitznau a obě trati jsou zde propojeny. Toto propojení slouží servisním účelům. K vrcholu Rigi do výšky 1.752 m n. m. pokračují obě tratě po vlastní koleji.
Společnost Arth-Rigi-Bahn jako první dosáhla vrcholu Rigi a vrcholový úsek pronajímala od roku 1873 společnosti Vitznau-Rigi-Bahn až do jejich sloučení v roce 1992.
V současné době spadá Arth-Rigi-Bahn pod společnost Rigi Bahn, která sdružuje Arth-Rigi-Bahn,  Vitznau-Rigi-Bahn a lanovky.

## Historie
Historický přehled zachycuje sled událostí, které jsou ve vztahu k Arth-Rigi-Bahn.
| rok  |  | událost |
| 1863 |  | Inženýr Niklaus Riggenbach si nechává patentovat svůj ozubnicový systém ve Francii                                                            |
| 1870 |  | Sdružení 12 občanů v Arth obdrželo od kantonální rady koncesi na výstavbu tratě, předpokládané náklady na výstavbu tratě jsou 4,2 miliónu CHF |
| 1873 |  | Zahájení stavebních prací |
| 1874 |  | Otevření úseku mezi Arth a Goldau, prozatím mimo zimního provozu                                                                              |
| 1875 |  | 4. června proběhlo otevření Arth-Rigi železnice (ARB) z údolí od Arth-Oberarth a ozubnicové železnice Oberarth - vrchol Rigi                  |
| 1884 |  | Zahájen celoroční provoz v úseku mezi Arth a Goldau                                                                                           |
| 1897 |  | Otevření vyvýšené nástupní plošiny (nástupního mostu) v Arth-Goldau                                                                           |
| 1906 |  | Elektrifikace úseku železnice v údolí Arth-Goldau                                                                                             |
| 1907 |  | Elektrifikace úseku z Goldau na vrchol Rigi                                                                                                   |
| 1928 |  | Zahájení zimního provozu mezi Goldau a vrcholem Rigi                                                                                          |
| 1959 |  | Ukončení provozu v úseku Arth-Goldau a nahrazení provozu autobusovou dopravou                                                                 |
| 1990 |  | Propojení tratí ARB-VRB v Rigi Staffel |
| 1992 |  | Sloučení společnosti Vitznau-Rigi-Bahn a Arth-Rigi-Bahn, vzniká jedna společnost Rigi Bahn                                                    |
| 2000 |  | 125. výročí Arth-Rigi-Bahn |
| 2007 |  | Otevření kulturního velkokapacitního stanu až pro 800 osob v Rigi Staffel                                                                     |

## Technická data

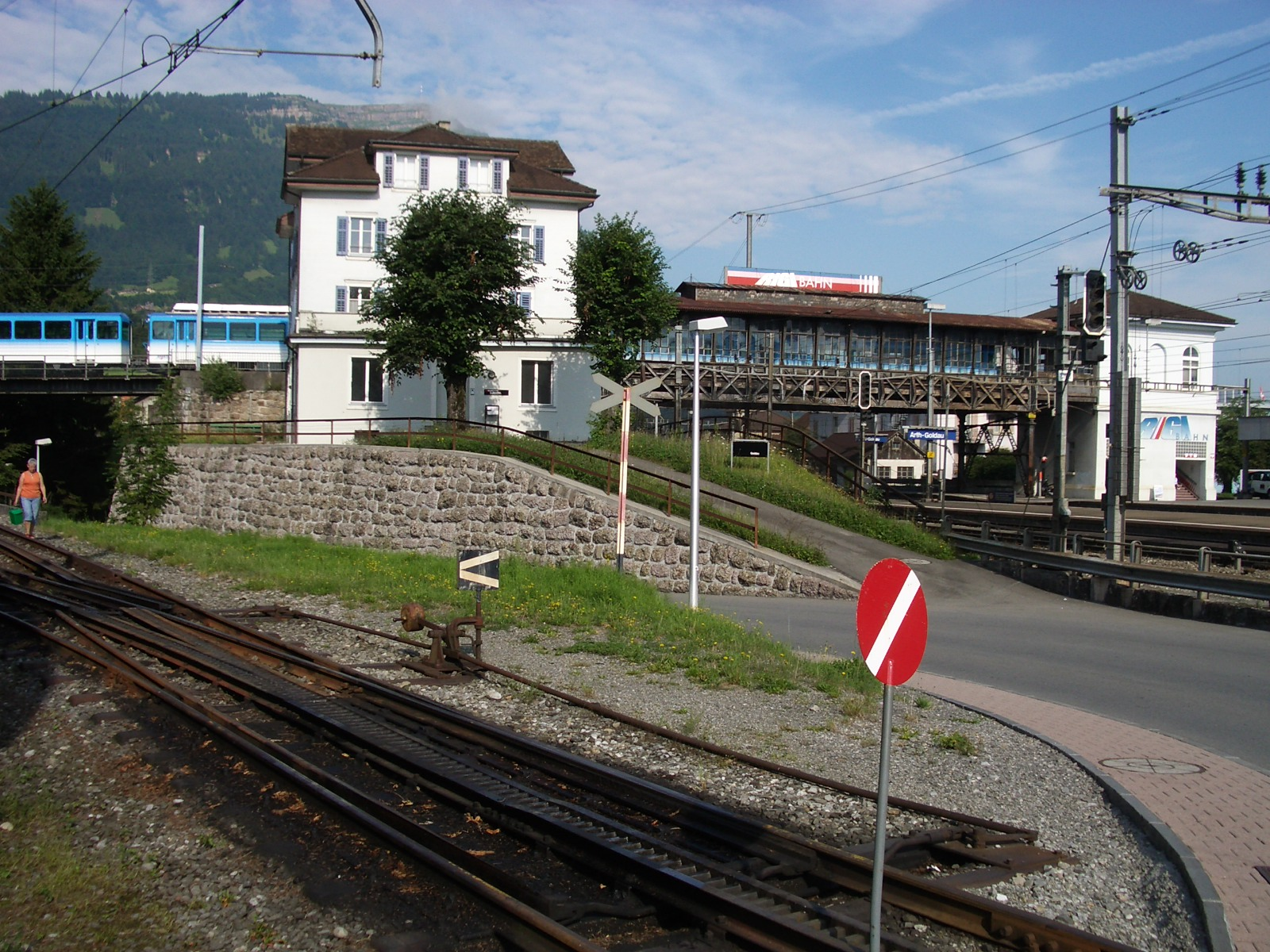
Nástupní most ve stanici Goldau

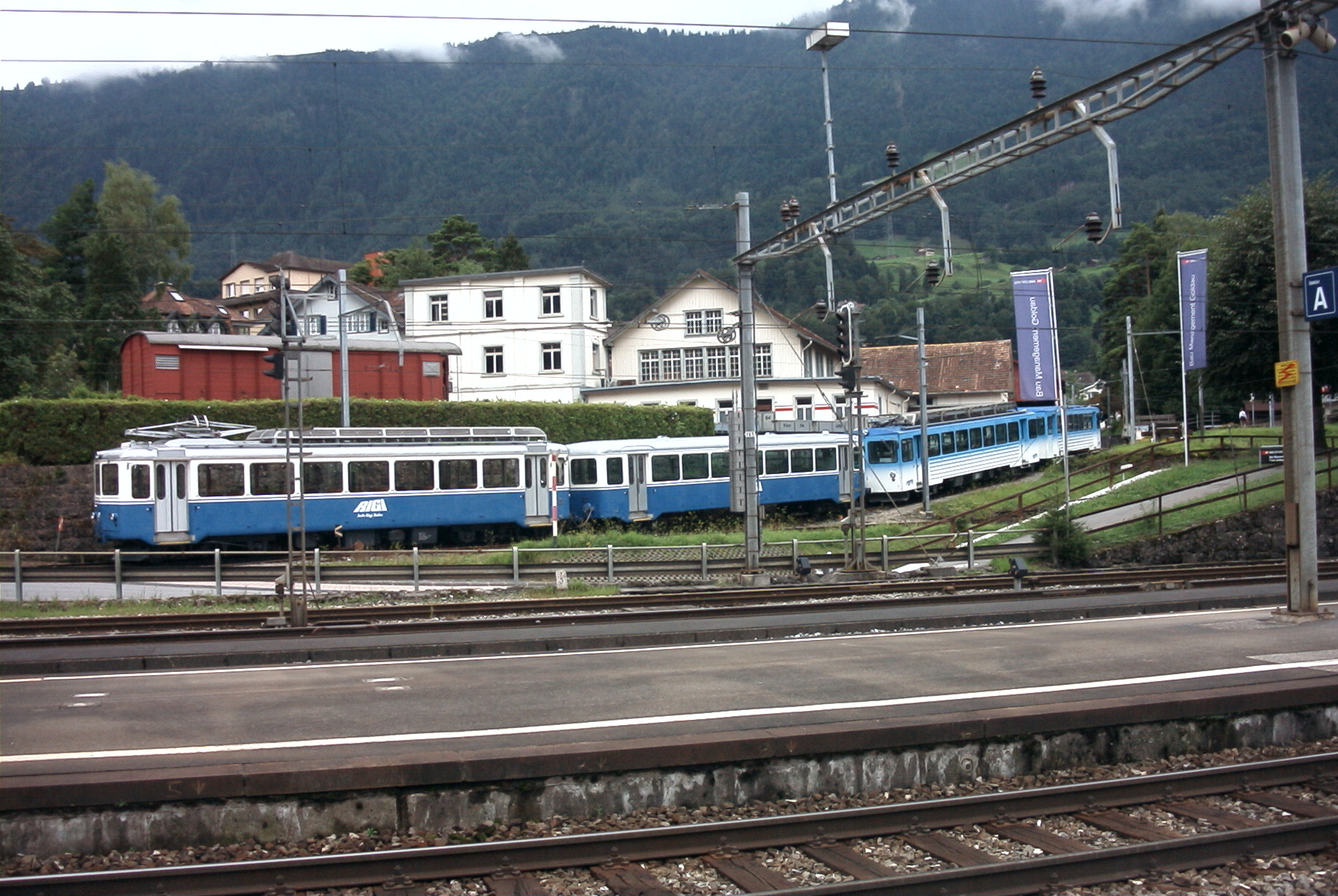
Arth-Rigi-Bahn v létě

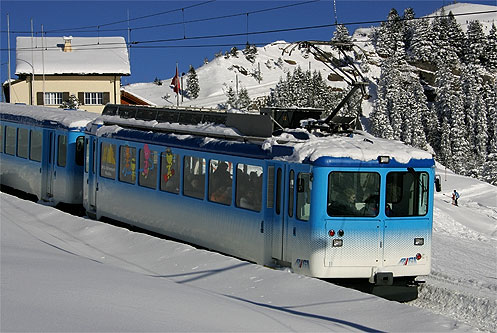
Arth-Rigi-Bahn v zimě

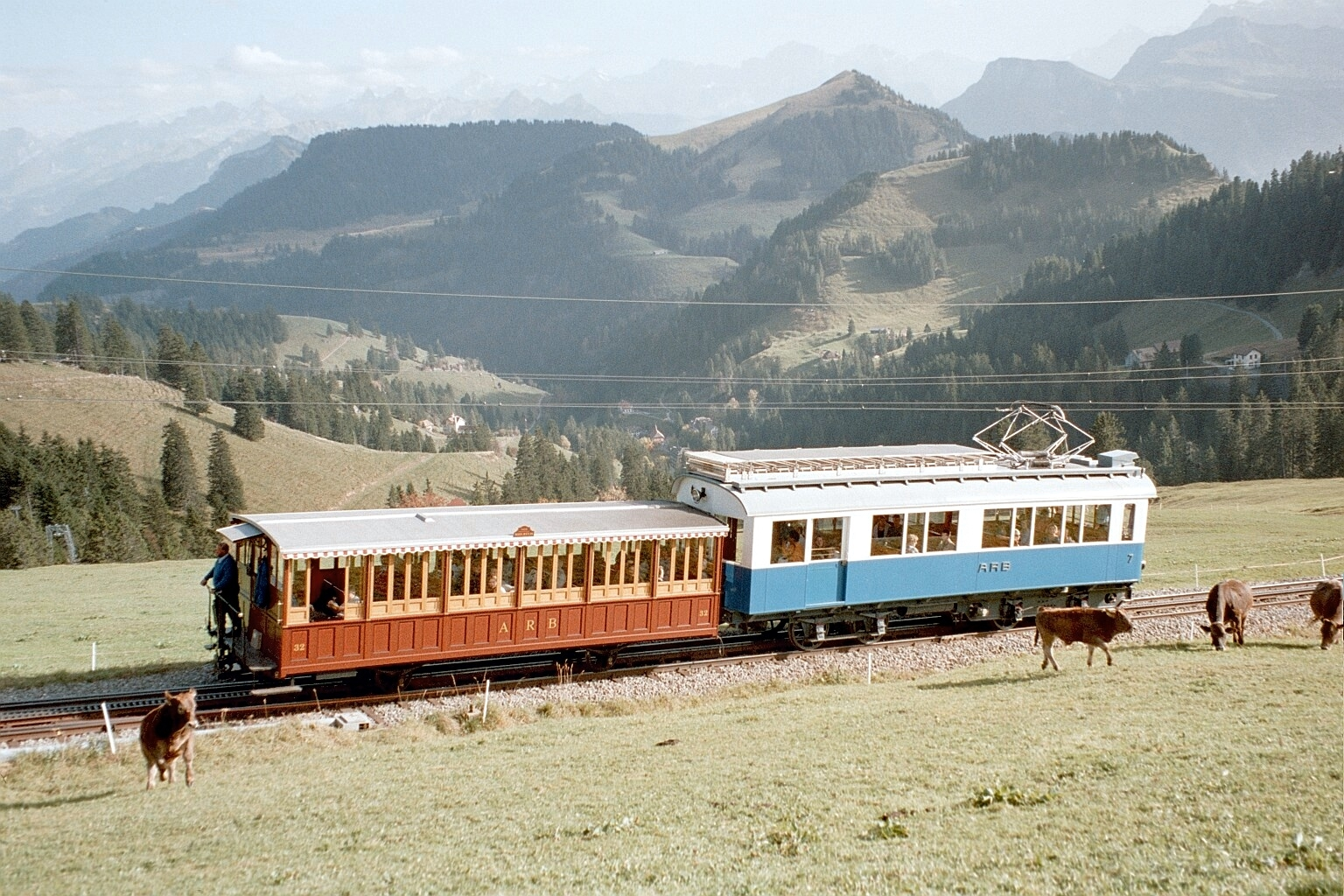
Historické vozy ARB

| parametr                             | hodnota[3]                          |
| primární napájení                    | 15 kV 50 Hz                         |
| trakční napájení                     | 1,5 kV stejnosměrné                 |
| výkon měníren                        | Kräbel 1.500 kW, Klösterli 2.050 kW |
| rozchod                              | 1.435 mm                            |
| provozní délka                       | 8.551 m                             |
| ozubnicový systém                    | Riggenbach                          |
| nejvyšší sklon                       | 200 ‰                               |
| průměrný sklon                       | 144 ‰                               |
| nejmenší poloměr                     | 120 m                               |
| počet tunelů                         | 2                                   |
| délka tunelů                         | Schönenboden: 67 m / Pfädern: 48 m  |
| počet mostů                          | 8                                   |
| délka mostů                          | 518 m                               |
| maximální rychlost při jízdě vzhůru: |                                     |
| bez rozlišení sklonu                 | 21 km/h                             |
| maximální rychlost pro jízdu dolů:   |                                     |
| sklon < 144 ‰                        | 17 km/h                             |
| sklon: 145-200 ‰                     | 14 km/h                             |
| doba jízdy                           | 35 minut                            |
| přepravní kapacita                   | 1000 osob/hod.                      |

## Vozový park
| lokomotivy                | počet | výkon[3]                           |
| elektrická jednotka       | 4     | 508 kW                             |
| elektrická jednotka       | 1     | 824 kW                             |
| elektrický vůz            | 1     | 449 kW                             |
| historický el. vůz (1911) | 1     | 390 kW                             |
| sněhová fréza             | 1     | 449 kW                             |
|                           |       |                                    |
| vagóny                    |       | poznámka[3]                        |
| osobní vozy               | 4     |                                    |
| ostatní                   | 10    | vozy nákladní,služební, pluhy atd. |
Osobní vagóny z období zahájení provozu byly velmi dobře vybaveny. Ačkoliv se jednalo o otevřenou konstrukci, byly vybaveny závěsy pro ochranu před sluncem, deštěm i větrem.